# Arothron firmamentum
Arothron firmamentum е вид лъчеперка от семейство Tetraodontidae. Видът не е застрашен от изчезване.

## Разпространение и местообитание
Разпространен е в Австралия, Китай, Нова Зеландия, Нова Каледония, Провинции в КНР, Русия, Северна Корея, Тайван, Южна Африка, Южна Корея и Япония.
Среща се на дълбочина от 10 до 360 m, при температура на водата от 7,4 до 18,3 °C и соленост 34,6 – 35,6 ‰.

## Описание
На дължина достигат до 35 cm.